# Кипр на «Евровидении-2009»
Кипр на конкурсе песни Евровидение 2009 представила певица Христина Метакса с песней «Firefly» («Светлячок»). Это стало 27-м участием страны с 1981 года.
Национальный отбор завершился 7 февраля 2009 года. Шоу вели Харис Кколос и Мария Михай. Оно транслировалось на RIK 1, RIK Sat, Trito Programma, Лондонском греческом радио, а также онлайн на сайте вещательной корпорации CyBC — cybc.cy.

## Отборочный тур
Финал отборочного тура состоялся 30 января 2009 года. В нём голосовали только телезрители. 14 мая 2009 года Кристина выступила во втором полуинале Евровидения 2009 в Москве, но не смогла набрать голосов и пройти в финал, состоявшийся через два дня.

### Финал
| №  | Исполнитель                                              | Песня                         | Композитор                             | Голосование | Место |
| -- | -------------------------------------------------------- | ----------------------------- | -------------------------------------- | ----------- | ----- |
| 1  | Тефкрос Неоклеус                                         | «Mary»                        | Тефкрос Неоклеус                       | 2161        | 8     |
| 2  | Христина Метакса                                         | «Firefly»                     | Николас Метаксас                       | 12309       | 1     |
| 3  | Марлен Ангелиду feat. The Diesel Sisters                 | «Mr Do Right One Night Stand» | Марлен Ангелиду                        | 2526        | 7     |
| 4  | Мариан Георгиу                                           | «Heartbeat»                   | Дионисис Стаматопулос,Андрулла Михаэль | 1535        | 10    |
| 5  | Алекс Панайи                                             | «There is Love»               | Алекс Панайи                           | 3305        | 6     |
| 6  | Zel                                                      | «I’m Gonna Breakup With You»  | Никос Эвагелу, Тефкрос Неоклеус        | 3338        | 5     |
| 7  | Пирос Кезу                                               | «Bleed 4 U»                   | Пирос Кезу                             | 6590        | 2     |
| 8  | Кристиана Теокли, Константина Георгиу, Андреас Христофру | «Moving On»                   | Гиоргиос Синос, Кристина Георгиу       | 3737        | 4     |
| 9  | Катерина Неоклеус                                        | «I Believe»                   | Катерина Неоклеус                      | 1992        | 9     |
| 10 | Гор Мелиан                                               | «I Wanna Thank You»           | Гор Мелиан                             | 3877        | 3     |